# شهرستان بیگ هورن (وایومینگ)
شهرستان بیگ هورن، وایومینگ (به انگلیسی: Big Horn County, Wyoming) یک سکونتگاه مسکونی در ایالات متحده آمریکا است که در وایومینگ واقع شده‌است.

## خصوصیات
شهرستان بیگ هورن ۸٬۱۸۱٫۸۲ کیلومترمربع مساحت دارد.